# Olios fuhrmanni
Olios fuhrmanni là một loài nhện trong họ Sparassidae.
Loài này thuộc chi Olios. Olios fuhrmanni được Embrik Strand miêu tả năm 1914.